# انجمن رای دهندگان شلسویگ جنوبی
انجمن رای دهندگان شلسویگ جنوبی (آلمانی: Südschleswigscher Wählerverband, SSW؛ دانمارکی: Sydslesvigsk Vælgerforening, SSV) یک حزب سیاسی منطقه‌گرا در شلسویگ-هولشتاین در شمال آلمان است. این حزب نماینده اقلیت‌های دانمارکی و فریسی این ایالت است.
به عنوان حزبی که نماینده یک اقلیت قومی است، از شناسایی خود با مقیاس سیاست چپ-راست خودداری می‌کند، اما سیاست‌های خود را بر اساس مدل نوردیک مطرح می‌کند، که اغلب به معنای طرفداری از یک دولت رفاه قوی است، در حالی که طرفدار سیاست اقتصادی بازار آزادتری نسبت به  مدل اقتصادی بازار اجتماعی آلمان است.در سال ۲۰۱۱ توسط چندین نویسنده به‌عنوان سوسیال لیبرال توصیف شد.
انجمن رای دهندگان شلسویگ جنوبی در پارلمان ایالتی شلسویگ-هولشتاین و چندین شورای منطقه‌ای و شهری نماینده دارد. این حزب تا سال ۱۹۶۱ در انتخابات فدرال آلمان شرکت می کرد و از آن زمان تا ۲۰۲۱ ، انتخاباتی که یک کرسی به دست آورد، در انتخابات شرکت نمی کرد.نتیجه نهایی رسمی به آنها یک کرسی داد و استفان سیدلر را به عضویت پارلمان درآورد، که اولین عضو آنها پس از انتخابات ۱۹۵۳ است. در ۲۰۲۵، بار دیگر یک کرسی در بوندستاگ به دست آورد.
به عنوان یک حزب برای اقلیت ملی دانمارکی در شلسویگ جنوبی، انجمن رای دهندگان شلسویگ جنوبی مشمول الزام عمومی برای عبور از آستانه ۵٪ برای به دست آوردن کرسی های متناسب در پارلمان ایالتی یا پارلمان فدرال آلمان (بوندستاگ) نیست(مطابق با بخش ۳، بند ۱، جمله ۲ قانون انتخابات).در جدیدترین انتخابات ایالتی ۲۰۲۲،  ۵.۷ درصد از آرا و چهار کرسی را به دست آورد.
بنابراین، انجمن رای دهندگان شلسویگ جنوبی از سال ۱۹۵۸ به طور مداوم در پارلمان ایالت شلسویگ-هولشتاین نماینده داشته است. حزب از سال ۲۰۱۲ تا ۲۰۱۷ ائتلاف موسوم به ساحل را با سوسیال دموکرات و سبز‌ها تشکیل داد و همچنین برای اولین بار پست وزارتی را بر عهده گرفت.